# Charles-Gabriel-Frédéric Christin

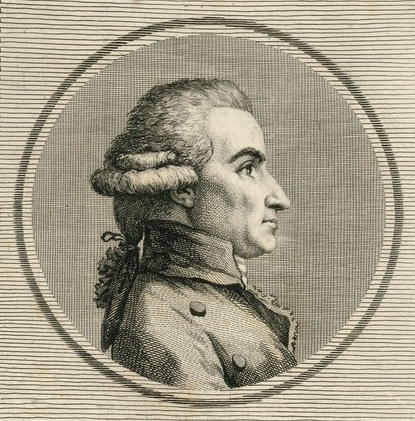
Charles-Gabriel-Frédéric Christin

Charles-Gabriel-Frédéric Christin (auch: Charles Gabriel Frédéric Christin, * 5. April 1744, Saint-Claude; † 1799) war ein französischer Jurist und Historiker.
Christin korrespondierte seit 1765 mit Voltaire und war mit diesem befreundet. Beide engagierten sich für die Leibeigenen im Jura-Gebirge.
Christin wurde 1789 in die Generalstände abgesandt.

## Werke
- Dissertation sur l’établissement de l’abbaye de Saint-Claude, ses chroniques, ses légendes, ses chartes, ses usurpations, et sur les droits des habitants de cette terre, Neufchâtel 1772. Online
- Collection des mémoires présentés au Conseil du Roi par les habitans du Mont-Jura et le Chapitre de S. Claude, avec l'arrêt rendu par ce tribunal, 1772. Online